# Pallacanestro Aurora Desio
La U.S. Pallacanestro Aurora Desio 94 è una squadra di pallacanestro maschile fondata a Desio, in provincia di Monza e Brianza. È sorta nel 1994 con l'acquisto del titolo sportivo dell'Orobica Basket Bergamo, in sostituzione dell'A.S. Aurora Basket Desio, fallita dopo un decennio passato tra Serie A1 e Serie A2.

## Storia
- 1985-86 - 1986-87: Filanto
- 1987-88 - 1989-90: Irge
- 1990-91 - 1991-92: Billy
- 1992-93 - 1992-93: Hyundai
- 1993-94 - 1993-94: Elecon
- 1995-96 - 1995-96: Banco Desio
- 1996-97 - 1998-99: GT Auto Alarm
- 1999-00 - 2002-03: TC Sistema
- 2003-04 - 2004-05: Rimadesio
- 2005-06 - 2006-07: Medical '95
- 2007-08 - attuale: Rimadesio

L'Aurora Basket Desio nasce nel 1965 e giunge in Serie A2 al termine della stagione 1984-85. Dopo essere giunta al 5º posto, nel 1986-87 arriva quarta con Virginio Bernardi in panchina e viene promossa in Serie A. Retrocessa, torna nella massima divisione dopo un anno di serie cadetta. Nel 1989-90 non serve esonerare Claudio Bardini per salvarsi: neanche Stefano Bizzozi riesce a far vincere una partita all'Aurora.
Fino al 1994 la squadra si batte per la promozione in Serie A1, ma poi è costretta a sciogliersi per problemi finanziari.
L'U.S. Pallacanestro Aurora Desio '94 nasce il 29 giugno 1994, pochi giorni dopo la scomparsa dell'A.S. Aurora Basket Desio; dopo una stagione, la 1994-95, esclusivamente dedicata all'attività giovanile e costellata da parecchie soddisfazioni, la fusione con l'Orobica Basket Bergamo consente alla società desiana di tornare a disputare il campionato di serie B2 nell'annata 1995-96.
L'anno successivo, grazie all'acquisizione dei diritti della Juvi Cremona, l'Aurora partecipa al campionato di B1 sfiorando al primo tentativo la promozione in serie A2. Nell'estate del 1998 un altro dietro-front con la scelta di non iscriversi più alla B1 e ripartire dal campionato provinciale milanese di Promozione in cui poter far giocare i giovani di proprietà. La scalata verso il primo campionato regionale, la C2, è repentina. Nell'estate del 1999 alle finali tenutesi alla palestra milanese del Leone XIII la squadra targata GT Autoalarm centra la serie D, e l'anno dopo il copione si ripete. Niente play-off nel 2000 ma promozione diretta in serie C2 con un nuovo marchio sulle magliette, quello di TC Sistema.
È anche l'anno del ritorno dell'Aurora ad una finale nazionale a Reggio Calabria col gruppo Juniores targato Rimadesio. La prima squadra si ripresenta in C2 molto competitiva e si qualifica assieme alla Bustese alle Final Six di Cassano d'Adda, in palio ci sono tre posti per salire in C1. L'avventura parte molto bene con la vittoria su Verdello, completano l'opera i successi su Lesmo e poi con Piadena che permettono alla società di riaffacciarsi nel 2001 ad un campionato nazionale quale è la C1; risultano promosse anche Piadena e Busto Arsizio.
In serie C1 trascorrono 13 stagioni, raggiungendo per 11 volte i playoff, e per 2 volte la finale promozione. Dalla stagione 2014/15 milita in Serie B fino alla stagione 2018-2019 quando arriva 16^ e retrocede in Serie C Gold. La stagione successiva 2019-2020 non si conclude a causa della pandemia Covid 19 e la classifica viene congelata con la squadra al 4º posto in classifica.
Nella stagione 2020-21 è prima in Serie C Gold e viene promossa in serie B. Nella stagione 2021-22 milita in serie B (girone B) ed alla fine del girone d'andata è quinta (parimerito con Fiorenzuola) con 20 punti, questo piazzamento da la possibilità all'Aurora di accedere ai play-off per la promozione in Serie A2, nonostante la sorprendente vittoria desiana in gara 2 sul campo di Vigevano la formazione avversaria riesce ad espugnare sia in gara 3 che in gara 4 il PalaDesio, ottenendo di conseguenza il pass per le semifinali.
Nella stagione 2022-23 i blu-arancio si classificano quarti in Serie B (girone B); questo piazzamento permette alla compagine brianzola non solo di guadagnare con certezza la permanenza in terza divisione per la stagione successiva, ma anche di qualificarsi ai play-off per la promozione in Serie A2 (sogno svanito in gara 5 di semifinale contro la Libertas Livorno). Nella stagione 2023-24 la compagine brianzola inizia la stagione con una serie di risultati positivi ma a partire da novembre, anche a causa di alcuni infortuni, fatica spesso a esprimere buon gioco e a trovare la via della vittoria. Di conseguenza si trova costretta a disputare i play-out (poi vinti in gara 3 contro la Virtus Salerno) per la permanenza nella terza serie. Anche la stagione 2024/25 vedrà l'Aurora raggiungere risultati altalenanti che la costringeranno a ottenere con fatica la salvezza, poi raggiunta in finale play out contro Fiorenzuola.
Il settore giovanile vanta, dal 2000 in avanti, 21 Finali Nazionali, 7 titoli regionali e 4 finali scudetto.

## Statistiche

### Partecipazione ai campionati
| Livello | Categoria             | Partecipazioni | Debutto           | Ultima stagione   | Totale |
| ------- | --------------------- | -------------- | ----------------- | ----------------- | ------ |
| 1º      | Serie A1              | 2              | 1987-1988         | 1989-1990         | 2      |
| 2º      | Serie A2              | 7              | 1985-1986         | 1993-1994         | 7      |
| 3º      | Serie C               | 1              | 1973-1974         | 1973-1974         | 19     |
| 3º      | Serie B               | 6              | 1978-1979         | 1984-1985         | 19     |
| 3º      | Serie B d'Eccellenza  | 2              | 1996-1997         | 1997-1998         | 19     |
| 3º      | Serie B               | 7              | 2014-2015         | 2022-2023         | 19     |
| 3º      | Serie B Nazionale     | 3              | 2023-2024 2025-26 | 2023-2024 2025-26 | 19     |
| 4º      | Serie C               | 5              | 1974-1975         | 1981-1982         | 7      |
| 4º      | Serie B2              | 1              | 1995-1996         | 1995-1996         | 7      |
| 4º      | Serie C Gold          | 2              | 2019-2020         | 2020-2021         | 7      |
| 5º      | Serie C1              | 7              | 2001-2002         | 2007-2008         | 13     |
| 5º      | Serie C               | 3              | 2008-2009         | 2010-2011         | 13     |
| 5º      | Divisione Nazionale C | 3              | 2011-2012         | 2013-2014         | 13     |

### Partecipazione alle coppe nazionali
| Competizione | Partecipazioni | Debutto   | Ultima stagione |
| ------------ | -------------- | --------- | --------------- |
| Coppa Italia | 9              | 1985-1986 | 1993-1994       |